# Station Skrzatusz
Station Skrzatusz is een spoorwegstation in de Poolse plaats Skrzatusz.